# Thestor obscurus
Thestor obscurus är en fjärilsart som beskrevs av Van Son 1941. Thestor obscurus ingår i släktet Thestor och familjen juvelvingar. Inga underarter finns listade i Catalogue of Life.